# Cosmoplatus brasilianus
Cosmoplatus brasilianus là một loài bọ cánh cứng trong họ Cerambycidae.